# Музей тюремного мистецтва
Музей тюремного мистецтва, розташований у місті Углич Ярославської області, являє собою єдину такого роду приватну експозицію в Росії.
Музей розташовано за адресою: м. Углич, вул. Ольги Бергольц, 1/2.

## Історія виникнення

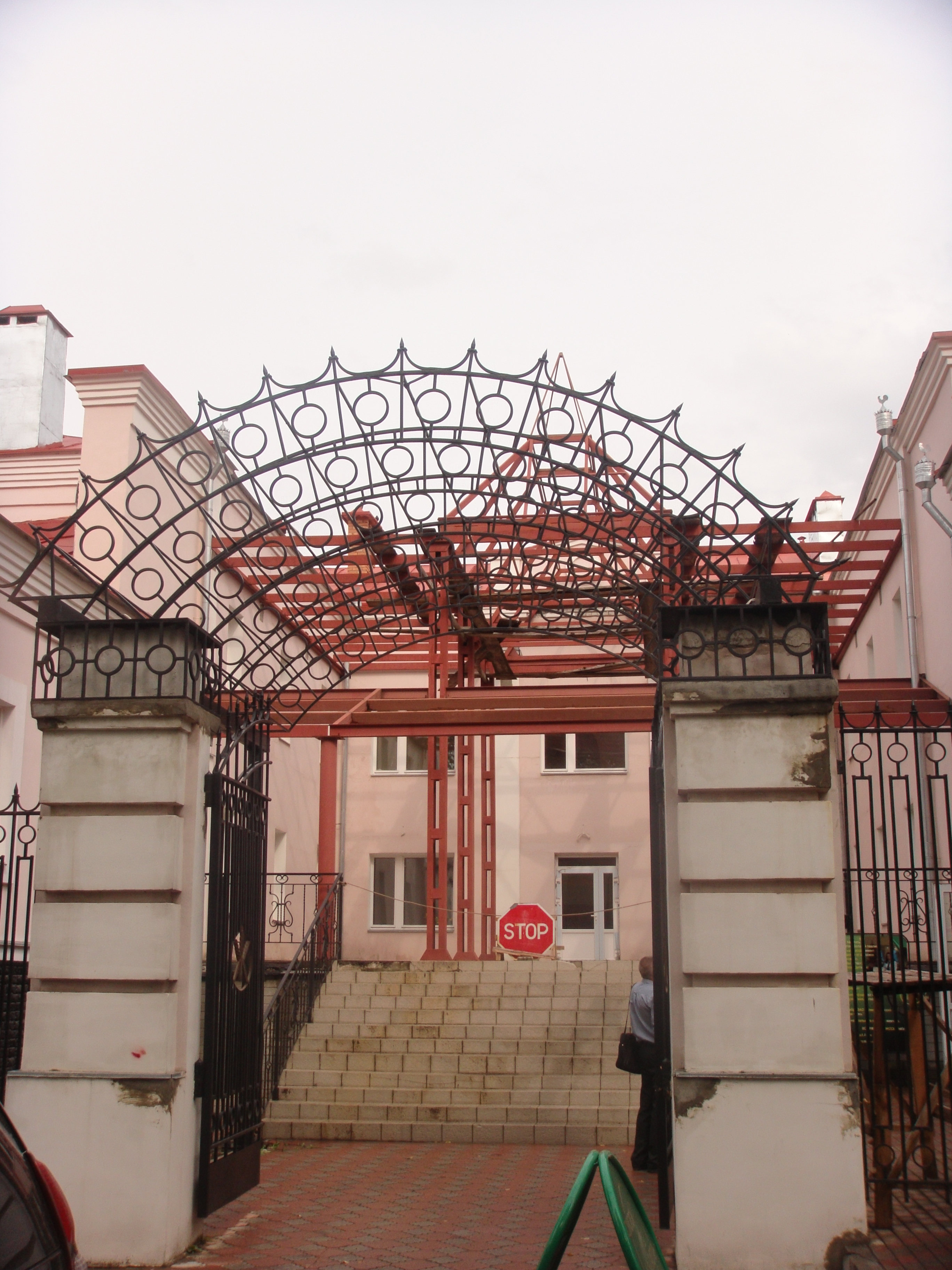
Вхід до музею

Музей було відкрито в червні 2004 року приватною особою. На даний час керівником музею є Лотков Михайло Вікторович.

## Експозиція
Експозиція розташовується у двох дуже невеликих кімнатах на першому поверсі будинку.
У першому приміщенні на стелажах представлені всілякі вироби, зроблені ув'язненими з підручних матеріалів. Тут і металеві заточки, відмички, ножі, і дерев'яні вироби, найбільше запам'ятовується гітара з «пап'є-маше». Є декілька експонатів із хлібних м'якушів. Красиві картини, написані на простирадлах кульковою ручкою, металевою стружкою та тушшю. Є кілька ікон, виконаних олійними фарбами. Представлено листа, написаного на волю.
Друге приміщення за масивними металевими дверима з вічком і отвором для подачі їжі виконано у вигляді тюремної камери. Дві воскові фігури ув'язнених сидять на нарах, навколо стіл, стілець, «прасковія федорівна» та сирі сірі стіни.